# ديزيري جورج جان ماري بوا
ديزيري جورج جان ماري بوا (بالفرنسية: Désiré Georges Jean Marie Bois)‏ هو  وعالم نبات فرنسي، ولد في 9 أكتوبر 1856 في غرانفيل في فرنسا، وتوفي في 2 فبراير 1946 في سان ماندي في فرنسا.